# Чемпіонат Болгарії з футболу 1943
Державний чемпіонат Болгарії 1943 — 19-й сезон найвищого рівня футбольних змагань Болгарії. Чемпіоном стала Славія (Софія).

## Клуби
Окрім команд з нинішніх кордонів Болгарії у змаганнях взяли участь футбольні клуби зі Скоп'є і Битоли у Вардарській Македонії та Кавали у грецькій Македонії.

## Перший раунд
| Команда 1                            | Заг. | Команда 2                 | 1-й матч | 2-й матч |
| ------------------------------------ | ---- | ------------------------- | -------- | -------- |
| Левські (Добрич)                     | 4:8  | ЖСК (Русе)                | 2:4      | 2:4      |
| Беломорец (Кавала)                   | 6:2  | Ботев (Хасково)           | 4:1      | 2:1      |
| Орел-Чеган 30 (Враца)                | 3:6  | Княгиня Марія-Луїза (Лом) | 1:2      | 2:4      |
| Георгі Дражев (Ямбол)                | 3:4  | Левські (Бургас)          | 2:1      | 1:3 дч   |
| Князь Сімеон Тарновський (Павликени) | 6:0  | Чардафон (Габрово)        | 3:0      | 3:0      |
| СП 39 (Плевен)                       | 1:7  | Спортист (Софія)          | 1:4      | 0:3      |
| ЖСК (Скоп'є)                         | 4:0  | Македонія (Битола)        | 3:0      | 1:0      |
| Хан Кубрат (Попово)                  | 1:4  | Владислав (Варна)         | 1:1      | 0:3      |
| Трицвет (Чирпан)                     | 1:7  | Ботев (Пловдив)           | 1:4      | 0:3      |
| ЖСК (Софія)                          | 2:0  | Тича (Варна)              | 2:0      | 0:0      |
| Ботев (Ґорна Джумая)                 | 1:6  | Атлетик (Дупниця)         | 1:3      | 0:3      |

## Другий раунд
| Команда 1                            | Заг. | Команда 2                 | 1-й матч | 2-й матч   |
| ------------------------------------ | ---- | ------------------------- | -------- | ---------- |
| Спортист (Софія)                     | 9:0  | Княгиня Марія-Луїза (Лом) | 5:0      | 4:0        |
| ЖСК (Русе)                           | 8:5  | Владислав (Варна)         | 2:4      | 6:1        |
| Князь Сімеон Тарновський (Павликени) | 4:6  | Левські (Бургас)          | 3:4      | 1:2        |
| Беломорец (Кавала)                   | 2:3  | Ботев (Пловдив)           | 2:1      | 0:1 0:1 дч |
| Левські (Софія)                      | 6:2  | Атлетик (Дупниця)         | 2:1      | 4:1        |
| Левські (Пловдив)                    | 5:2  | ЖСК (Скоп'є)              | 3:1      | 2:1        |
| ЖСК (Софія)                          | 2:0  | Македонія (Скоп'є)        | 2:0      | 0:0        |

## 1/4 фіналу
| Команда 1         | Заг. | Команда 2       | 1-й матч | 2-й матч |
| ----------------- | ---- | --------------- | -------- | -------- |
| Спортист (Софія)  | 2:3  | Славія (Софія)  | 2:2      | 0:1      |
| Левські (Бургас)  | 0:4  | Ботев (Пловдив) | 0:1      | 0:3      |
| Левські (Софія)   | 4:3  | ЖСК (Софія)     | 2:2      | 2:1      |
| Левські (Пловдив) | 7:4  | ЖСК (Русе)      | 6:1      | 1:3      |

## 1/2 фіналу
| Команда 1       | Заг. | Команда 2         | 1-й матч | 2-й матч |
| --------------- | ---- | ----------------- | -------- | -------- |
| Ботев (Пловдив) | 2:6  | Славія (Софія)    | 1:1      | 1:5      |
| Левські (Софія) | 5:1  | Левські (Пловдив) | 3:1      | 2:0      |

## Фінал
| Команда 1         | Заг. | Команда 2       | 1-й матч | 2-й матч |
| ----------------- | ---- | --------------- | -------- | -------- |
| 10/17 жовтня 1943 |      |                 |          |          |
| Славія (Софія)    | 2:0  | Левські (Софія) | 1:0      | 1:0      |